# Juan Bermudo

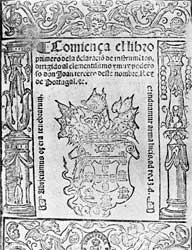
"Declaración de instrumentos musicales" de Fray Juan Bermudo. 1549.

Juan Bermudo o Fray Juan Bermudo (Écija, c. 1510 - c. 1565). Teórico musical y compositor español del Renacimiento.

## Biografía
Aunque se desconoce parte de su biografía, se sabe que a los 15 años tomó la orden franciscana estudiando en Sevilla y posteriormente matemática en la Universidad de Alcalá de Henares. Una penosa enfermedad le hizo abandonar la predicación y a partir de 1549 se dedicó a escribir varios tratados de teoría musical, sobre todo su Declaración de instrumentos musicales, en cinco libros, por lo que es mundialmente famoso.
El primero de los libros está dedicado a la alabanza de la música, el segundo y tercero se refieren a la teoría de la música, el cuarto a instrumentos de teclado y cuerda y el último se dedica al contrapunto y la composición.
Todos aquellos que aspiraban a ser buenos arpistas, organistas o vihuelistas debían acercarse a las fuentes de consejos de su libro cuarto de la Declaración de instrumentos musicales.
En la citada Declaración se encuentran hasta trece composiciones para órgano, de gran importancia para la escuela organística española, junto con otros compositores como Tomás de Santa María, Francisco Correa de Arauxo, Francisco Pérez Palero o Pedro Alberch Vila.

## Tratados teóricos
- 1549 - Libro primero de la Declaración de instrumentos musicales. Dedicado al elogio de la música. Edición: Taller de Juan de León en Osuna.
- 1550 - Arte Tripharia. Edición: Taller de Juan de León en Osuna.
- 1555 - Declaración de instrumentos musicales. Edición: Taller de Juan de León en Osuna.